# Chiesa di San Mauro (Gorizia)
La chiesa di San Mauro è un edificio di culto cattolico di San Mauro, frazione di Gorizia, in provincia ed arcidiocesi di Gorizia; fa parte del decanato di Sant'Andrea di Gorizia ed è comparrocchiale della chiesa di San Silvestro di Piuma.

## Storia
L'originaria cappella di San Mauro, sorta forse nel XIV secolo, costituiva l'oratorio privato della famiglia Graben.
Nel 1640 questa fu sostituita da una nuova chiesetta, voluta da Giuseppe Giovanni Battista Neuhaus e realizzata presso il camposanto della frazione.
Inizialmente filiale della pieve di Salcano, nel 1754 la cappella venne eretta a vicaria indipendente e, successivamente, nel 1786 fu aperta anche ai fedeli del paese, visto che la chiesa di San Valentino sul monte Sabotino era stata soppressa a causa dei decreti dell'imperatore Giuseppe II d'Asburgo-Lorena.
Durante la prima guerra mondiale l'edificio venne distrutto; la nuova chiesa venne poi edificata nel 1930 in un luogo diverso rispetto alla precedente.
La struttura fu restaurata tra il 1970 e il 1974 e contestualmente adeguata alle norme postconciliari; la chiesa venne poi consolidata nel 2012.

## Descrizione

### Esterno
La facciata a capanna della chiesa, intonacata, rivolta a sudovest e caratterizzata da un alto zoccolo in pietra, presenta al centro il portale d'ingresso, preceduto da un piccolo portico con copertura a sue falde in cui si apre un arco a tutto sesto in mattoni, mentre ai lati sono presenti due nicchie e, sopra, una finestra a lunetta.
Dietro alla chiesa si erge il campanile a base quadrata, intonacato anch'esso ed accessibile attraverso un portale d'ingresso posto alla base; la cella presenta su ogni lato una monofora a tutto sesto ed è coperta dal tetto a quattro falde.
In una piccola edicola posta lungo il vialetto di accesso alla chiesa vi è un altorilievo rappresentante San Valentino che insegna ai fanciulli, realizzato da Silvan Bevčar.

### Interno
L'interno dell'edificio si compone di una navata unica, preceduta da un piccolo nartece, sorretto da due pilastri, affiancato sulla destra da una nicchia absidata contenente il fonte battesimale e sormontato da una cantoria, ospitante un armonium; l'aula è coperta da un soffitto a capanna in perlinato, retto da una serie di capriate lignee, ed è chiusa dal presbiterio, lievemente rialzato e preceduto dall'arco trionfale a tutto sesto.
Qui sono conservate alcune opere di pregio, tra cui la tela ritraente la Gloria di Sant'Andrea con le Sante Elena e Barbara, collocata sulla parete sinistra, l'altare maggiore settecentesco intitolato a san Mauro, recuperato dalla precedente chiesa soppressa durante la prima guerra mondiale e ornato con un paliotto a intarsi marmorei, l'antica pala d'altare, delimitata da due colonne composite in marmo nero e da un frontone mistilineo, l'altare ligneo della Madonna di Lourdes, un dipinto settecentesco raffigurante la Madonna e l'altare laterale di San Valentino, costruito nel XVIII secolo, impreziosito con un paliotto a intarsi marmorei e con una pala eseguita da Clemente Del Neri.